# Xylen
Xylen, dimetylbensen, är ett kolväte som har stora kemiska likheter med toluen. Xylen kallades tidigare xylol. Tre olika isomerer av xylen finns, nämligen orto-xylen, meta-xylen och para-xylen. Xylen ingår bland annat i vissa lösningsmedel. Xylen är, som namnet dimetylbensen antyder, besläktat med bensen; xylenmolekylen består av en bensenring där två väteatomer är utbytta mot metylgrupper. Summaformeln är C8H10.

## Egenskaper
Xylen är en färglös vätska vars lukt känns vid 20-40 ppm (nuvarande hygieniska gränsvärde är 50 ppm). Ångtrycket är 0,6-1,1 kPa (= 5-8 mmHg). Ämnet består av tre ämnen, de tre isomererna 1,2-dimetylbensen eller orto-xylen, 1,3-dimetylbensen eller meta-xylen och 1,4-dimetylbensen eller para-xylen. Isomerblandningen framställs genom upprepade extraktioner eller destillationer av lätta petroleumfraktioner. Den består av 4-20 % orto-xylen, 44-60 % meta-xylen, 12-20 % para-xylen och 17-23 % etylbensen.

## Användning och tillverkning
Liksom för toluen används den helt dominerande mängden av dessa aromatiska kolväten som motorbränsle eftersom bensin innehåller cirka 10 % xylener.
Den globala kapaciteten för framställning av ren xylen var år 1990 16 600 000 ton. Detta används som lösningsmedel för avfettning/rengöring och i kemiska produkter samt också till stor del för ytterligare separering i de tre isomererna genom destilleringar och fraktionerad kristallisering. 1990 var världskapaciteten för orto-xylen 2 700 000 ton varav 95 % användes för syntes av ftalsyraanhydrid. Kapaciteten för para-xylen var 8 200 000 ton av vilket 2/3 gick till dimetyltereftalat och 1/3 till tereftalsyra. Meta-xylen efterfrågas i betydligt mindre mängd, 200 000 ton 1990, till bland annat isoftalsyra. Alla tre isomererna är råvaror för syntes av specialkemikalier som vitaminer, läkemedel, smakämnen etc.
I Sverige används importerad ortoxylen för framställning av ftalsyraanhydrid (till ftalater).
Isomerblandningen xylen används som lösningsmedel i en rad produkter där god lösande förmåga och relativt snabb avdunstning krävs. Jämfört med toluen är mängden xylen lägre i lim och bilvårdsprodukter men avsevärt högre i färger. Även i denna användning minskar mängden för varje år.